# Камыш (Оренбургская область)
Камы́ш — посёлок в Северном районе Оренбургской области. Входит в состав Новодомосейкинского сельсовета.

## География
Посёлок находится на расстоянии примерно 38 км (по прямой) к северо-востоку от села Северное, административного центра района.

### Часовой пояс
Посёлок Камыш, как и вся Оренбургская область, находится в часовой зоне МСК+2. Смещение применяемого времени относительно UTC составляет +5:00.

## Население
| 2010 |
| ---- |
| 16   |

### Национальный состав
Согласно результатам переписи 2002 года, в национальной структуре населения русские составляли 100 % из 21 чел.

## Улицы
В посёлке имеется одна улица: Новая. 